# Accipiter melanochlamys
El gavilán rufinegro o de dorso negro (Accipiter melanochlamys) es una especie de ave accipitriforme de la familia Accipitridae. Es originaria de Indonesia y Papúa Nueva Guinea. Su hábitat natural son los bosques secos de tierras bajas.

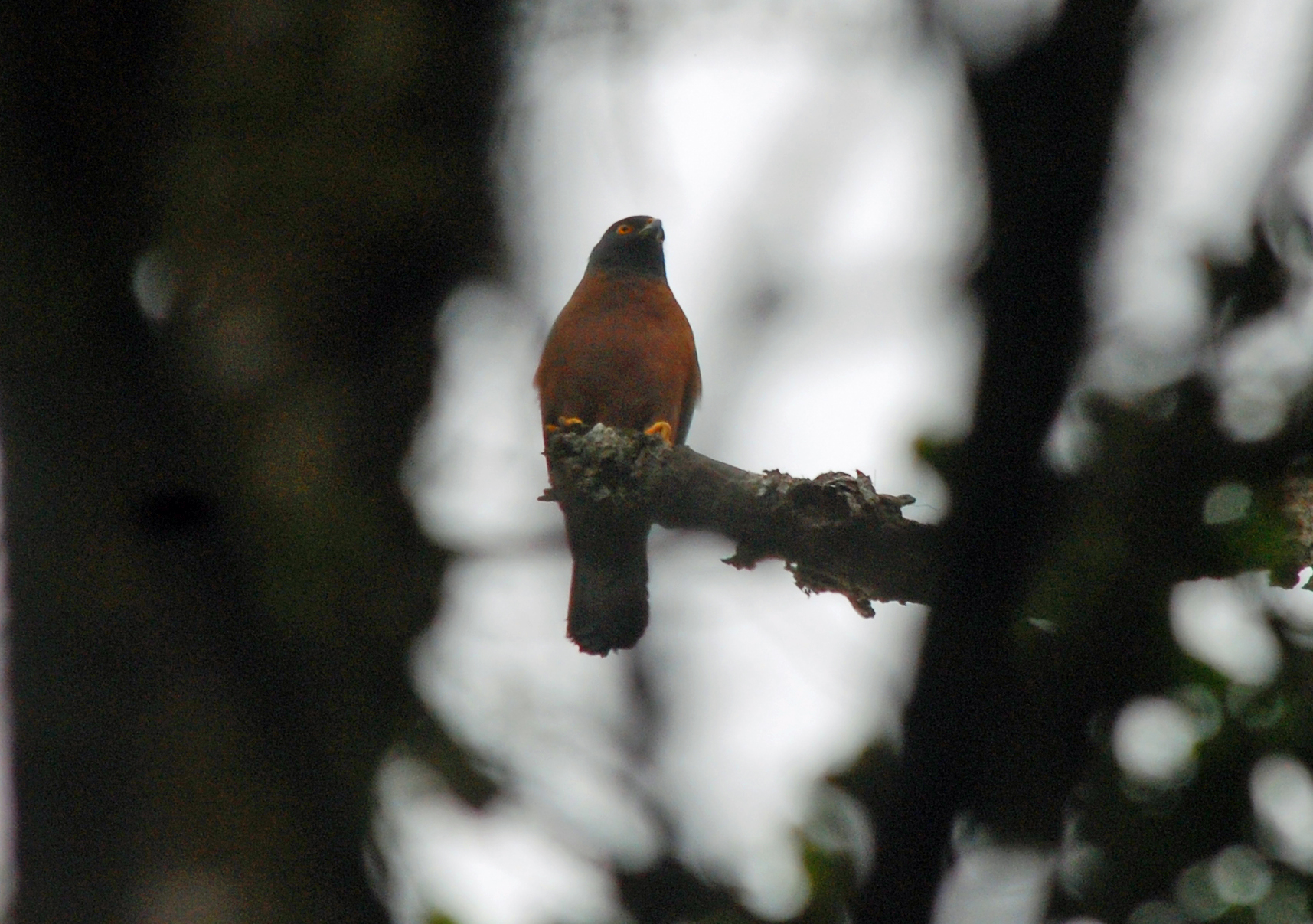
Ejemplar en Papúa Nueva Guinea